# Fleet Foxes (álbum)
Fleet Foxes é o álbum de estreia da banda americana Fleet Foxes, lançado em 2008.

## Faixas
| N.º | Título                        | Duração |  |
| 1.  | "Sun It Rises"                | 3:11    |  |
| 2.  | "White Winter Hymnal"         | 2:27    |  |
| 3.  | "Ragged Wood"                 | 5:07    |  |
| 4.  | "Tiger Mountain Peasant Song" | 3:28    |  |
| 5.  | "Quiet Houses"                | 3:32    |  |
| 6.  | "He Doesn't Know Why"         | 3:20    |  |
| 7.  | "Heard Them Stirring"         | 3:02    |  |
| 8.  | "Your Protector"              | 4:09    |  |
| 9.  | "Meadowlarks"                 | 3:11    |  |
| 10. | "Blue Ridge Mountains"        | 4:25    |  |
| 11. | "Oliver James"                | 3:23    |  |